# Wodorowęglan wapnia
Wodorowęglan wapnia (kwaśny węglan wapnia) – nieorganiczny związek chemiczny z grupy wodorowęglanów, sól wapnia i kwasu węglowego. Powstaje w wyniku rozpuszczania węglanu wapnia w wodzie zawierającej dwutlenek węgla:
CaCO
3 + H
2O + CO
2 → Ca2+
 + 2HCO−
3
Proces ten występuje naturalnie, prowadząc do rozpuszczania skał wapiennych i jest określany jako kras węglanowy.
Wodorowęglan wapnia występuje wyłącznie w roztworach i ma duży udział w twardości węglanowej wody. Podczas zatężania następuje ulatnianie się dwutlenku węgla i wytrącanie obojętnego węglanu wapnia, naturalnie np. jako stalaktyty, a w warunkach sztucznych jako tzw. kamień kotłowy: 
Ca2+
 + 2HCO−
3 → CaCO
3↓ + H
2O + CO
2↑